# Ourloum
Ourloum est une localité du Cameroun située dans la commune de Moutourwa, le département du Mayo-Kani et la Région de l'Extrême-Nord, au pied des monts Mandara, à proximité de la frontière avec le Tchad.

## Localisation
Missila est localisé à 10° 17′ 16″ N, 14° 14′ 46″ E.